# Лоцман (рыба)
Ло́цман, или рыба-лоцман (лат. Naucrates ductor), — вид лучепёрых рыб из семейства ставридовых (Carangidae). Широко распространены в тёплых тропических морях. Единственный представитель рода Naucrates.

## Описание
Является чистильщиком крупных морских позвоночных (акулы, скаты, морские черепахи), питаясь эктопаразитами с поверхности их тел. Также поедает остатки пищи акул и других хищников. Мальки расселяются, перемещаясь вместе с медузами и дрейфующим водорослями. Известны случаи следования рыб-лоцманов за кораблями, причём иногда на значительные расстояния — вплоть до ухода из тропиков в гораздо более холодные северные воды (к Британским островам). Подобное поведение порождало различные суеверия среди моряков.
Мясо рыбы-лоцмана съедобно и имеет весьма приятный вкус.
Рыбу-лоцмана можно увидеть рядом с любым видом акул, но чаще всего группы рыб находятся около длиннокрылых акул. Такие связи являются примером мутуализма — взаимовыгодного сотрудничества двух и более разных видов; в данном случае лоцманы очищают акул от паразитов, а акулы оберегают лоцманов от врагов. По свидетельствам моряков, рыбы имеют нечто вроде «близкого товарищества» с крупными морскими хищниками. Существуют упоминания о следовании групп лоцманов за кораблями, выловившими «их» акулу. Подобное сопровождение могло длиться до 6 недель.
Вне зависимости от достоверности подобных свидетельств, акулы крайне редко поедают рыб-лоцманов, а молодь даже вычищает остатки пищи, застрявшей между зубов хищника.
Сёрферы наклеивают на доски специальные наклейки, имитирующие окраску рыб-лоцманов для защиты от акул.
Окраска тела синевато-белая с 5—7 тёмно-синими широкими поперечными полосами, брюхо светлое. При испуге может быстро сменить окраску на серебристо-белую с тремя большими синими пятнами. Длина тела до 70 см. На хвостовом стебле имеются кили из утолщённых чешуй; первый спинной плавник состоит из трёх низких колючек.
Обитает во всех тропических и субтропических морях; летом иногда проникает в умеренные воды. Совершает далёкие миграции. Питается мелкой рыбой, ракообразными и др. Нерестится в открытом море.

## Этимология
Существуют две версии появления названия рыбы: первая связана с тем, что лоцманы часто плавают около носа корабля, тем самым как бы направляя его в порт. Вторая версия связана с верой моряков в то, что рыба направляет акул на добычу.
В греческой мифологии моряк Помпил помог сбежать нимфе Окирое от бога Аполлона. Помпил перевез нимфу из Милета на остров Самос. Узнав об этом, разгневанный Аполлон превратил Помпила в рыбу-лоцмана.
Образ лоцмана иногда используется в качестве негативной метафоры — рыба предстаёт предвестником большой беды (акула является метафорой собственно беды).